# Stary Olsa
 Stary Olsa  (belorusko Стары Ольса, Stary Olsa) je beloruska glasbena skupina, ki igra srednjeveški folk. Stary Olsa igrajo belorusko glasbo Velike kneževine Litve. Člani se trudijo, da imajo inštrumente čim bolj podobne avtentičnim zgodovinskim igralom. 
Stary Olsa so ena od redkih beloruskih skupin, ki uživajo popularnost zunaj Belorusije. Skupina je dobila mnogo pozitivnih glasbenih kritik.
Skupino je ustanovil leta 1999 Źmicier Sasnoŭski. Ime Stary Olsa prihaja od potoka v vzhodni Belorusiji.

## Diskografija

### Albumi
- Kielich Koła (2000)
- Vir (2001)
- Verbum (2002)
- Šlach (2003)
- Ładździa rospačy (2004)
- Skarby litvinaŭ (2004)
- Siaredniaviečnaja dyskateka (2005)
- Hieraičny epas (2006)
- Liepšaje (2009)
- Drygula (2009)
- Santa Maria (2013)
- Kola rycerska (2016)
- Medieval Classic Rock (2016)
- Water, Hops and Malt (2017)

### Clips
- U karčmie (2004) - the Belarusian translation of the medieval song In taberna.

### Sodelovanje z drugimi glasbeniki
- Lehiendy Vialikaha Kniastva (2001)
- Lehiendy Vialikaha Kniastva - 2 (2004)
- Hienerały ajčynnaha roku (2004)
- Premjer Tuzin (2005)

## Člani
- Źmicier Sasnoŭski
- Illa Kublicki
- Aleś Čumakoŭ
- Andrej Apanovič
- Aksana Kaścian

Pred 2005 tudi
- Kaciaryna Radziviłava

## Literatúra
- Д.П. (2008). »«СТАРЫ ОЛЬСА»«. Энцыклапедыя беларускай папулярнай музыкі (v beloruščini) (2000 экз izd.). Мінск: Zmicier Kołas (be-x-old). уклад. Дз. Падбярэзскі і інш. str. 283–284. ISBN 978-985-6783-42-8.